# Informativna katolička agencija
Informativna katolička agencija (kurz: IKA, Deutsch: Katholische Informationsstelle) ist eine kroatische römisch-katholische Nachrichtenagentur.
Die Informativna katolička agencija wurde am 22. April 1993 von der Kroatischen Bischofskonferenz gegründet. Der Hauptsitz befindet sich in Zagreb und wurde am 1. November 1993 in Betrieb genommen. Der erste Direktor war Ivica Domaćinović und der erste Chefredakteur Živko Kustić.
Die Agentur wurde als juristische Person im kirchlichen und zivilgesellschaftlichen Bereich mit dem Zweck gegründet, Informationen über das kirchliche und religiöse Leben in der kroatischsprachigen römisch-katholischen  Kirche und relevante Informationen über die Kirche in der Welt und  öffentliche Veranstaltungen zu ethischen und religiösen Themen zu sammeln und bereitzustellen. Sie ist Teil des Kroatischen Katholischen Netzwerks.
Die gesammelten Informationen leitet sie hauptsächlich an kroatische und bosnisch-herzegowinische Tageszeitungen, elektronische Medien und andere kirchliche und soziale Zeitungen sowie kirchliche, kulturelle und soziale Einrichtungen weiter. Darüber hinaus hat die IKA Verträge mit führenden römisch-katholischen Agenturen auf der ganzen Welt (Kathpress und andere), um Neuigkeiten auszutauschen.
Die Agentur vergibt den Preis „Geweihtes Leben“ für die besten journalistischen Leistungen, die das Leben und Wirken religiöser Personen und Gemeinschaften glaubwürdig darstellen.